# Aplidium retiforme
Aplidium retiforme är en sjöpungsart som beskrevs av William Abbott Herdman 1886. Aplidium retiforme ingår i släktet Aplidium och familjen klumpsjöpungar. Inga underarter finns listade i Catalogue of Life.